# Refuge de Puscaghia
Le refuge de Puscaghia (Pùscaghja en langue corse) est un refuge situé en Corse dans le massif du Monte Cinto sur le territoire de la commune d'Evisa.

## Caractéristiques
Le refuge est installé à 1 097 m d'altitude en bordure du ruisseau de Lonca. Il est accessible toute l'année mais n'est gardé que de mai-juin à octobre. Les dates d'ouverture et de fermeture n'étant pas définies à l'avance, il faut se renseigner auprès du gardien pour obtenir les informations exactes.

## Historique
Cette halte de bergers a été utilisée jusqu'au début du XXIe siècle à l'occasion de la transhumance,. Restaurée par le parc naturel régional de Corse au début des années 1970, l'ajout en 2001 d'un second bâtiment (avec sanitaires et loge du gardien) en a fait un refuge de montagne ouvert au public.

## Accès
On y accède par le sentier de randonnée (sentier de la transhumance, balisé orange et mauve) qui relie Manso (dans le Filosorma, au nord) à Albertacce (dans le Niolo, à l'est) en franchissant les cols de Bocca di Caprunale (1 329 m) et de Bocca di Guagnarola (1 833 m). L'accès pédestre est également possible depuis les villages d'Ota et d'Évisa.

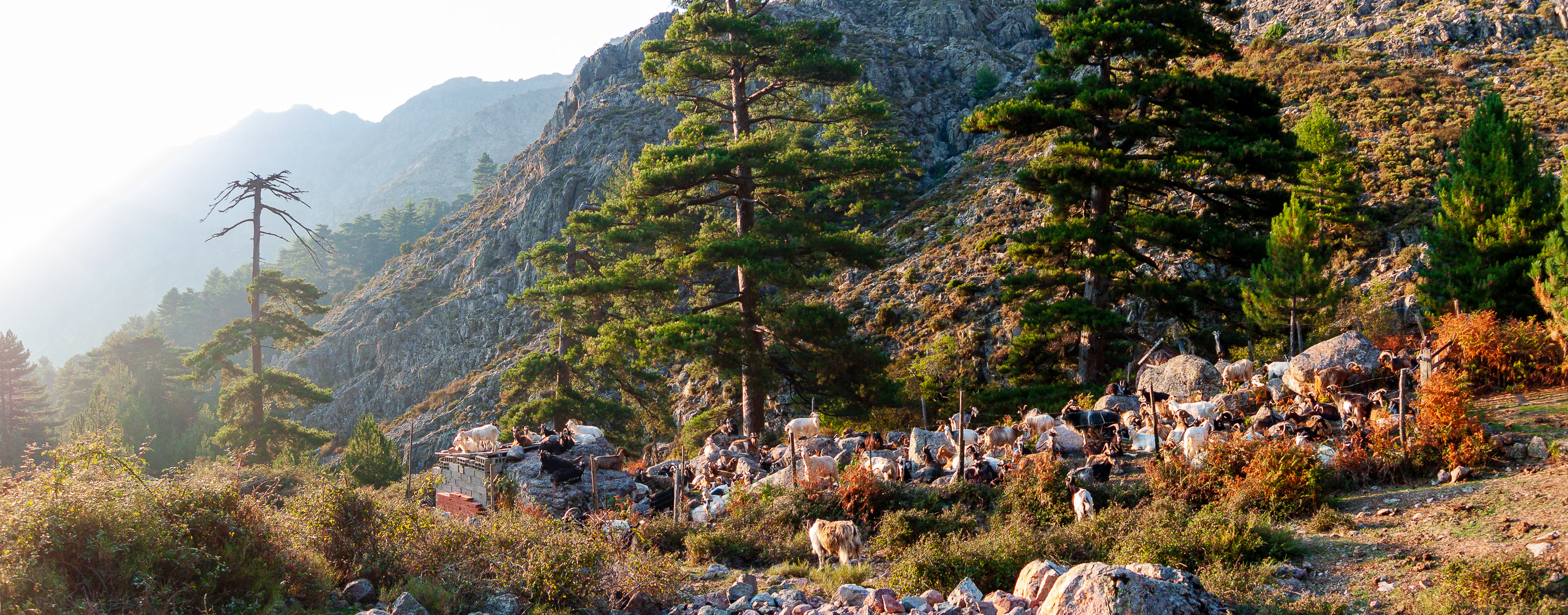
Transhumance en automne à Puscaghia.
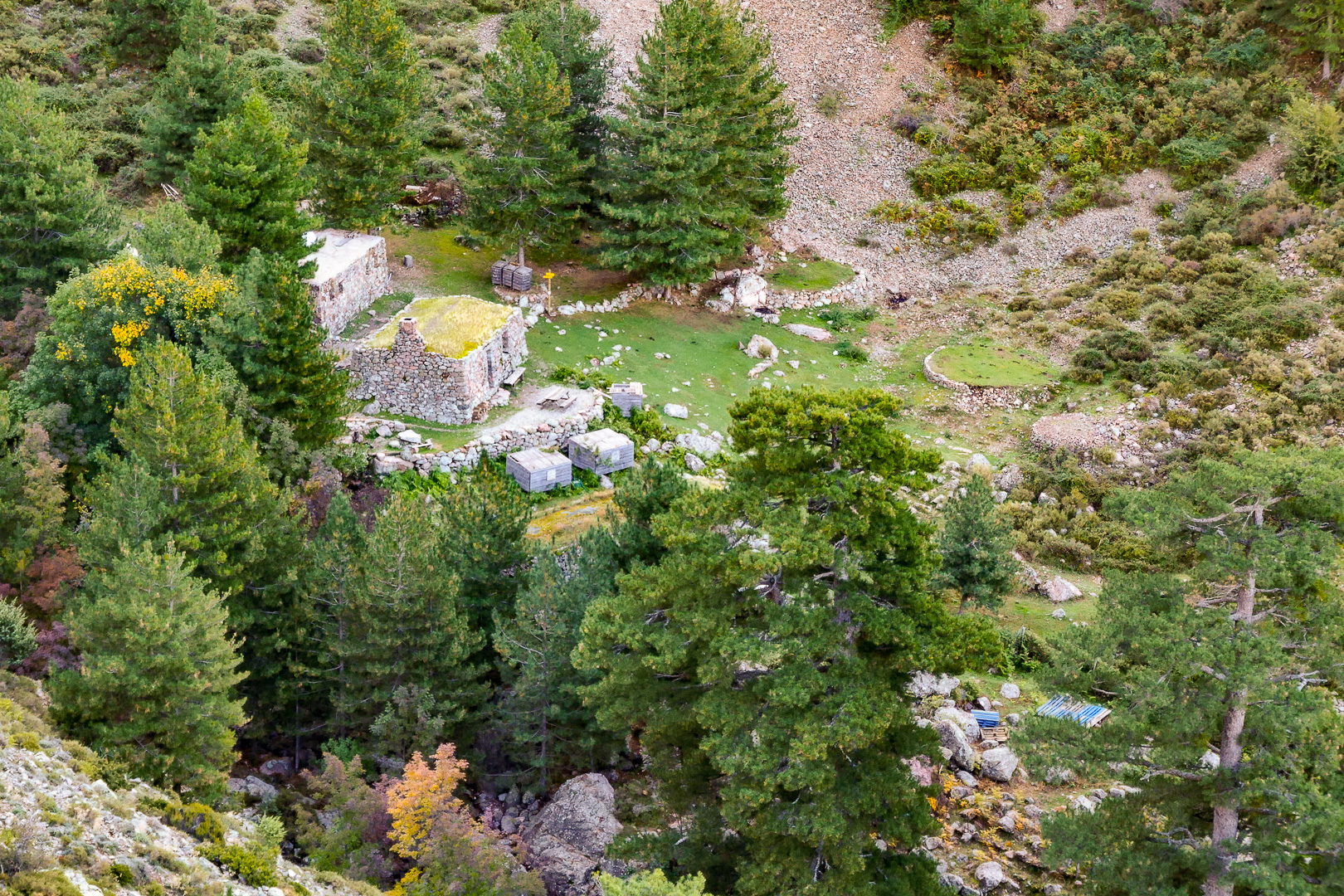
Le refuge et ses environs en 2019.
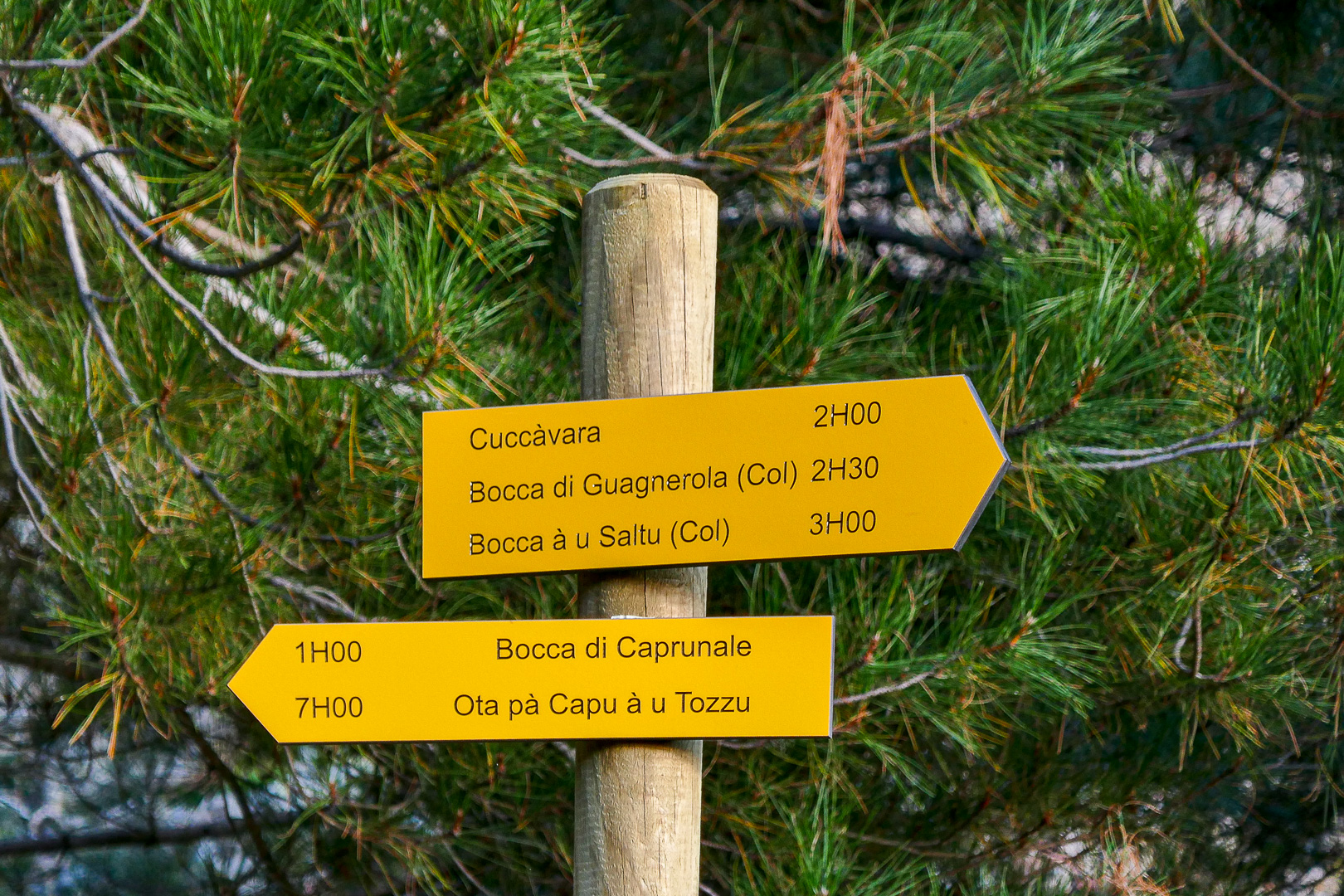
Durée de randonnée depuis Puscaghia.
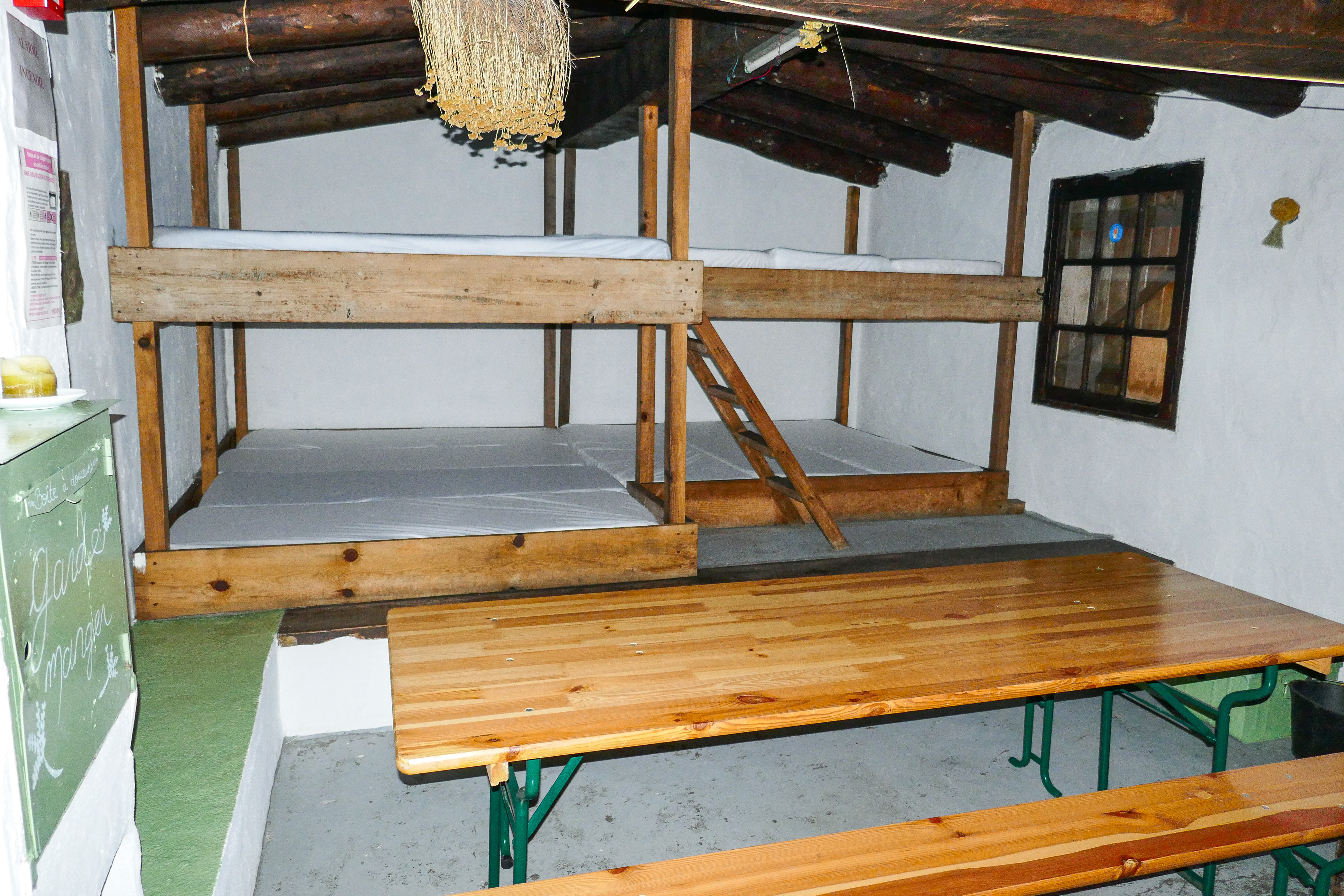
L'intérieur du refuge.